# Jozef-Ernest van Roey
Kardinál Jozef-Ernest van Roey (13. leden 1874, Vorselaar – 6. srpen 1961, Mechelen) byl belgický arcibiskup od roku 1926 (nahradil zesnulého kardinála Merciera) až do své smrti. 

## Život
V roce 1927 byl kreován kardinálem ve třídě (ordo) kardinál-kněz.
Mimo jiné byl absolventem Katolické univerzity v Lovani, kde v získal teologický doktorát a v roce 1903 zde habilitoval.